# József Palotás
József Palotás (ur. 14 maja 1911 w Budapeszcie, zm. 16 listopada 1957 tamże) – węgierski zapaśnik, brązowy medalista olimpijski z Berlina.
Walczył w obu stylach. Zawody w 1936 były jego jedynymi igrzyskami olimpijskimi. Medal w 1936 zdobył w wadze średniej w stylu klasycznym (do 79 kg). Zdobył brąz  mistrzostw Europy w 1937 w stylu wolnym. 